# Parafia Świętego Józefa Oblubieńca Najświętszej Maryi Panny i Narodzenia Najświętszej Maryi Panny w Dąbrowie-Pawlikowicach
Parafia św. Józefa Oblubieńca NMP i Narodzenia NMP – parafia rzymskokatolicka znajdująca się w archidiecezji łódzkiej w dekanacie tuszyńskim.

## Historia
Parafia została erygowana 29 października 1950 roku przez bpa Michała Klepacza.

### Kościół
Rozpoczęcie budowy w 1929 roku. Kościół o uproszczonych formach neogotyckich, jednonawowy, murowany z cegły. Zakończenie budowy i poświęcenie w 1932 r. przez bpa Kazimierza Tomczaka. W latach 1945–1946 gruntownie odnowiony. 
3 ołtarze: główny – MB Częstochowskiej, boczne – św. Jana Chrzciciela i św. Józefa; organy elektryczne; 2 dzwony w oddzielnej dzwonnicy, Droga Krzyżowa powstała w 1952 roku.

## Proboszczowie
- ks. Alojzy Puszczyński (1950–1966)
- ks. Tadeusz Sujkowski (1966–1968)
- ks. Ignacy Wielgus (1968–1978)
- ks. Henryk Grzelak (1978–1994)
- ks. Andrzej Baran (1994–2014)
- ks. Jacek Tkaczyk (od 2014)[1]

## Wspólnoty parafialne
- Żywa Róża
- Służba Ołtarza
- Nadzwyczajni Szafarze